# Liste der Formel-E-Teams
Die Liste enthält alle Teams, die zu mindestens einem Rennen der FIA-Formel-E-Meisterschaft gestartet sind. Bisher starteten 15 verschiedene Teams in der Meisterschaft, wovon acht seit der Premierensaison ununterbrochen am Start sind. Zuletzt stieg zur sechsten Saison 2019/20 das TAG Heuer Porsche Formula E Team ein, zudem übernahm das Mercedes-Benz EQ Formula E Team den Startplatz von HWA Racelab.

## Teambegriff
Als Team (engl.: competitor) bezeichnet die FIA die Rennteams, die bei den Rennen zwei Fahrzeuge mit ihren Fahrern einsetzen. Die Teams müssen die Fahrzeuge beim Veranstalter der Rennserie kaufen bzw. leasen. Antriebsstränge können entweder selbst konstruiert, oder auch von einem Konstrukteur (engl.: manufacturer) zugekauft werden.
Viele Teams traten in einzelnen Saisons bedingt durch Sponsoren oder Investoren unter wechselnden Teamnamen an. Zur Einordnung der Historien und Verbindungen der einzelnen Teams sind die jeweiligen Hinweise zu beachten.

## Teamübersicht
In der Liste sind aktuell an der Meisterschaft teilnehmende Teams fett gedruckt.
Erläuterungen zu den einzelnen Spalten:
1. Die Spalte Rang zeigt die Position des Teams nach Punkten sortiert. Bei Punktgleichheit entscheidet die Anzahl Siege, dann die Anzahl zweiter und dritter Plätze.
2. Die Spalte Team nennt den Namen, unter dem das Team in der aktuellen Saison antritt. Frühere Nennungen sind in Klammern angegeben. Die Flagge steht für das Land, mit dessen Lizenz das Team antritt.
3. Die Spalte Sitz nennt den Ort der Fabrik, von der aus das Team seine Renneinsätze koordiniert. Bei Werksteams muss der Antriebsstrang nicht hier konstruiert werden.
4. Die Spalten Punkte bis FanBoosts geben für die einzelnen Teams die Zahlenwerte der jeweiligen Kategorie an. Bestmarken sind hier fett markiert.
5. In der Spalte Aktive Saisons werden die Saisons aufgeführt, in denen das Team an mindestens einem Saisonrennen teilgenommen hat.

| Rang | Team (frühere Nennungen)                                                         | Sitz         | Punkte | Titel | Renn- starts | Renn- siege | Zweite Plätze | Dritte Plätze | Pole- Positions | schn. Runden | Podien | Top 10 | Anzahl Fahrer | Fan Boosts | Aktive Saisons   |
| ---- | -------------------------------------------------------------------------------- | ------------ | ------ | ----- | ------------ | ----------- | ------------- | ------------- | --------------- | ------------ | ------ | ------ | ------------- | ---------- | ---------------- |
| 01   | Nissan e.dams (Team e.dams Renault, Renault e.dams)                              | Le Mans      | 1260   | 3     | 69           | 17          | 9             | 1             | 21              | 11           | 37     | 95     | 4             | 41         | seit 2014/15     |
| 02   | Audi Sport ABT Schaeffler (Audi Sport ABT, ABT Schaeffler Audi Sport)            | Kempten      | 1214   | 1     | 69           | 12          | 18            | 13            | 5               | 16           | 43     | 89     | 3             | 69         | seit 2014/15     |
| 03   | Envision Virgin Racing (DS Virgin Racing, Team Virgin Racing)                    | London       | 941    | 0     | 69           | 11          | 8             | 10            | 8               | 8            | 29     | 79     | 7             | 9          | seit 2014/15     |
| 04   | DS Techeetah (Techeetah)                                                         | Versailles   | 884    | 2     | 48           | 12          | 12            | 7             | 10              | 7            | 31     | 64     | 6             | 15         | seit 2016/17     |
| 05   | Mahindra Racing                                                                  | Mumbai       | 690    | 0     | 69           | 4           | 5             | 8             | 7               | 7            | 18     | 72     | 8             | 17         | seit 2014/15     |
| 06   | / BMW i Andretti Motorsport (Andretti Autosport, Amlin Andretti, MS&AD Andretti) | Indianapolis | 500    | 0     | 69           | 4           | 6             | 4             | 7               | 3            | 14     | 51     | 15            | 20         | seit 2014/15     |
| 07   | Geox Dragon (Faraday Future Dragon Racing, Dragon Racing)                        | Los Angeles  | 413    | 0     | 69           | 2           | 2             | 5             | 2               | 6            | 9      | 48     | 11            | 5          | seit 2014/15     |
| 08   | ROKiT Venturi Racing (Venturi Formula E Team)                                    | Monaco       | 364    | 0     | 69           | 1           | 2             | 3             | 1               | 2            | 6      | 62     | 8             | 11         | seit 2014/15     |
| 09   | Panasonic Jaguar Racing                                                          | Grove        | 343    | 0     | 48           | 2           | 2             | 2             | 2               | 3            | 6      | 41     | 6             | 2          | seit 2016/17     |
| 10   | NIO 333 FE Team (China Racing, NEXTEV TCR, NextEV NIO Formula E)                 | Oxford       | 284    | 0     | 69           | 2           | 2             | 2             | 2               | 4            | 6      | 37     | 10            | 22         | seit 2014/15     |
| 11   | Mercedes-Benz EQ Formula E Team                                                  | Affalterbach | 147    | 0     | 11           | 1           | 1             | 2             | 1               | 1            | 4      | 12     | 2             | 19         | seit 2019/20     |
| 12   | Team Aguri (Amlin Aguri)                                                         | –            | 98     | 0     | 21           | 1           | 0             | 0             | 0               | 1            | 1      | 15     | 8             | 7          | 2014/15– 2015/16 |
| 13   | TAG Heuer Porsche Formula E Team                                                 | Weissach     | 79     | 0     | 11           | 0           | 2             | 0             | 1               | 0            | 2      | 8      | 2             | 5          | seit 2019/20     |
| 14   | HWA Racelab                                                                      | Affalterbach | 44     | 0     | 13           | 0           | 0             | 1             | 1               | 0            | 1      | 8      | 2             | 13         | 2018/19          |
| 15   | Trulli Formula E Team                                                            | Griston      | 17     | 0     | 11           | 0           | 0             | 0             | 1               | 0            | 0      | 2      | 4             | 0          | 2014/15          |

1. ↑  Das Team tritt als werksunterstütztes Privatteam an. Zunächst war Renault Antriebspartner, zur Saison 2018/19 übernahm Nissan mit seiner Motorsportabteilung Nismo die Entwicklung des Antriebs.
2. ↑  Audi übernahm das Team erst zur Saison 2017/18 werksseitig, zuvor wurde das private Rennteam ABT Sportsline werksseitig und mit der Antriebsentwicklung unterstützt.
3. ↑  ABT Sportsline operiert aus Kempten im Allgäu, der Antrieb wird bei Audi konstruiert.
4. ↑  Das Team tritt als werksunterstütztes Privatteam an. Zunächst setzte es Kundenantriebe von Renault ein, später übernahm DS die Entwicklung des Antriebs.
5. ↑  Das Team tritt als werksunterstütztes Privatteam an. Zunächst setzte man selbstentwickelte Antriebe ein, seit der Saison 2018/19 entwickelt BMW diese für das Team.
6. ↑  Der offizielle Einstieg als Mercedes-Werksteam erfolgte zur Saison 2019/20, wenngleich Daimler auch beim Team HWA Racelab in der Vorbereitungssaison schon Mehrheitseigner war.
7. ↑  In Affalterbach werden die Renneinsätze koordiniert, der Antriebsstrang wird hingegen bei Mercedes AMG HPP in Brixworth entwickelt.
8. ↑  Die HWA AG bestritt die Saison 2018/19 als Vorbereitung des werksseitigen Einstiegs von Mercedes-Benz in die Formel E mit zugekauftem Antriebsstrang. Nach der Übernahme des Startplatzes durch das Mercedes-Werksteam zur Saison 2019/20 führt HWA weiter die Renneinsätze durch.